# Konstantyn I (patriarcha Konstantynopola)
Konstantyn I, gr. Κωνσταντίνος Α΄ – patriarcha Konstantynopola w latach 675–677.

## Życiorys
Urząd patriarchy sprawował od 2 września 675 do 9 sierpnia 677 r.